# Gavra

La Crimea nella metà del XV secolo, in rosso il principato di Teodoro.

I Gavra o Gavras o Gabras, chiamati dai turchi: Chowra, dai russi chiamati: Ховра, furono una famiglia bizantina, di origini armene dal X secolo.

## Storia della famiglia
I Gavra sono maggiormente ricordati per essere stati i prìncipi dello stato del principato di Teodoro, che governarono dalla seconda metà del XII secolo fino al dicembre del 1475. Erano alleati con i Mega Comneni, i regnanti di Trebisonda, ossia la dinastia dei Comneni, grazie a un intreccio familiare fra le due dinastie. Verso la fine del XIV secolo, un ramo della dinastia dei Gavra emigrò a Mosca, dove fondò il monastero Simonov. I Gavra (Hovrini) divennero un'importante famiglia moscovita, coprirono la carica ereditaria di tesorieri di Moscovia. Nel XVI secolo, la famiglia si biforcò in Golovini e Tretiakovi.

## I Gavra ricordati dalla storia

### Principi di Teodoro
I principi di Teodoro furono:
- Teodoro I Gavra
- Teodoro II Gavra (1204-?)
- ? Gavra
- Demetrio Gavra (dopo il 1362 — prima del 1368)
- ? Gavra
- Basilio Gavra
- Stefano Gavra, figlio di Basilio (? - 1402)
- Alessio I Gavra, figlio di Stefano (1402 - 1434)
- Alessio II Gavra, figlio di Alessio I, (1434 - 1444)
- Giovanni Gavra detto l'Olubey, figlio di Alessio I, (1444 - 1460)
- ? Gavra (1460-1471)
- Isacco Gavra, figlio di Alessio I, (1471 - giugno 1474)
- Alessandro Gavra, figlio di Isacco, (giugno 1474 - dicembre 1475)

### Tesorieri moscoviti
- Fyodor Golovin
- Avtonom Golovin